# Protometer
Protometer is een vliegengeslacht uit de familie van de roofvliegen (Asilidae).

## Soorten
- P. bokermanni Artigas & Papavero, 1997
- P. evae Artigas & Papavero, 1997